# Acacia subtilinervis
Acacia subtilinervis — вид квіткових рослин з родини бобових. Ареал: Австралія (Новий Південний Уельс, Вікторія).

## Середовище
Росте на вересових пустках та сухих склерофільних лісах на скелястих виходах.

## Біоморфологічна характеристика
Це невелике, прямовисне або розлоге дерево або кущ 1–4 метри заввишки. Цей вид характеризується товстими, зазвичай прямими філодіями з (принаймні у молодих) напівпрозорими краями та жилками, відсутністю сітчастого жилкування та чітко вираженою середньою жилкою.